# Perry Mason e l'avversario leale
Perry Mason e l'avversario leale (titolo originale The Case of The Silent Partner) è un romanzo giallo scritto da Erle Stanley Gardner pubblicato nel 1946 in Italia, nella collana Il Giallo Mondadori. È il primo romanzo in cui appare il tenente di polizia Arturo Tragg (è lui l'avversario leale del titolo), compagno di avventure di Mason in molti altri racconti.

## Trama
Margherita Faulkner è una giovane e attraente ragazza proprietaria, insieme alla sorella, di un'impresa di fiori. Quando un suo avversario in affari, Arrigo Peavis, l'avvisa di aver intenzione di rilevare la società, la ragazza s'allarma e corre a chiedere aiuto al famoso avvocato Perry Mason. Questo fatto innescerà una serie di avvenimenti che metteranno, anche questa volta, Mason in difficoltà, senza, però, far annebbiare il suo istinto investigativo.

## Personaggi
- Perry Mason: avvocato
- Della Street: segretaria di Perry Mason
- Arturo Tragg: tenente di polizia
- Margherita Faulkner: commerciante in fiori
- Carlotta Faulkner: sorella e socia in affari di Margherita
- Roberto Lawley: marito di Carlotta
- Arrigo Peavis: avversario in affari di Margherita e Carlotta
- Ester Dilmeyer: entraineuse al Corno D'Oro
- Saverio Coll: fidanzato di Ester
- Luisa Carling: commessa delle sorelle Faulkner
- Alberto Lynk: comproprietario del Corno D'Oro
- Carlo Magard: comproprietario del Corno D'Oro
- Irma Radine: guardarobiera al Corno D'Oro
- Mino Copeland: agente di polizia
- Paolo Drake: investigatore privato
- Grosbeck: giudice della causa Peavis-Faulkner
- Franco Labley: avvocato di Peavis
- Lorenzo Church: procuratore distrettuale

## Edizioni
- Erle Stanley Gardner, Perry Mason e l'avversario leale, traduzione di Giuliana Pozzo Galeazzi o Enrico Andri, Il Giallo Mondadori (n.1), 1946,  p. 263.